# 竜馬山 (山形県)
竜馬山（りゅうばさん）は山形県最上郡金山町有屋にある山。標高520.8m。駒ヶ岳、明神ヶ岳とも呼ばれる。

## 概要
町の中心部より町営バスで有屋方面に向かって10分ほどの、宮と言う集落の真正面にそびえている。上半分が断崖絶壁の岩肌をさらけ出すその姿は、誰の目もを引く。伝承によれば、神室山の修験が禁止されたことに山の神が怒り、大水を発生させた時に出来たものだという。
下の部分には、古くからの祠があり、さらに神秘さが感じられる。竜馬山には12神が鎮座しているとされ、竜馬山中の様々な自然造作物を神の化身として崇拝してきた。有屋地区では、今でも、金山まつりに合わせて、12神に参る「御山駆け」が行われている。
領主からの庇護も篤く、鮭延城主鮭延秀綱から社領を寄進され、江戸時代の新庄藩では戸沢氏の祈願所とされ、6月28日の例大祭には、新庄藩主の代参が行われるほどであった。当時は不動明王を祀る不動堂があり、竜馬山の別当寺は、今も金山町内に現存する「万宝院」であった。
地元の人に信仰されたひそかな霊山ゆえに、登山道の整備などはあまり行われておらず、自然のままになっている。

## 竜馬伝説
金山町は山形県の中でも深部に位置し、山に囲まれていることから、山に関わる伝説、言い伝えが根強く残っている。
特に知られているのが、上半身が白竜、下半身が馬という怪物が棲んでいた伝説があり、町に生まれた者なら誰もが知る言い伝えである。その姿はとても恐ろしく、何十年かに一度、竜馬山から天空高く飛び上がる姿が目撃されるとい
。